# Tsenpo-Kloster
Tsenpo Gön oder Tsenpo-Kloster bzw. Tsenpo Ganden Damchö Ling (tibet. btsan po dga' ldan dam chos gling, kurz: btsan po dgon; chin. (ungebräuchlich) Zanbu si 赞布寺; engl. Tsenpo Monastery) bzw. (nach den chinesischen Bezeichnungen) Guanghui-Kloster (Guanghui Si 广惠寺; engl. Guanghui Lamasery / Guanghui Monastery) oder Guomang-Kloster (Guomang si 郭莽寺) bzw. (nach der tibetischen Bezeichnung gser khog für Datong) Serkog-Kloster (Serkhog Monastery / Serkhok Monastery; Sai'erkesi 赛尔科寺; tibet. gser-khog-dgon-pa/gSer-khog dGon-pa) im Autonomen Kreis Datong nördlich von Xining in der chinesischen Provinz Qinghai, ist eines der fünf großen Gelbmützen (Gelugpa)-Lamaklöster des tibetischen Buddhismus Qinghais (Kokonor-Region). Es befindet sich im Dorf Yamenzhuang 衙门庄 der Gemeinde Dongxia 东峡乡. Es wurde 1649 von Tsenpo Döndrub Gyatsho (1613–1665) gegründet. 1724 wurde es von mandschurischen und chinesischen Truppen zerstört, später wieder aufgebaut. Ngawang Thrinle Lhündrub (Ngag dbang 'phrin las lhun grub; 1622–1699), der erste Lebende Buddha der Mindröl (smin grol)-Inkarnationslinie (chin. Minzhu'er Hutuketu), wirkte hier.
Das Kloster steht seit 1998 auf der Denkmalliste der Provinz Qinghai.